# Karl Opfermann

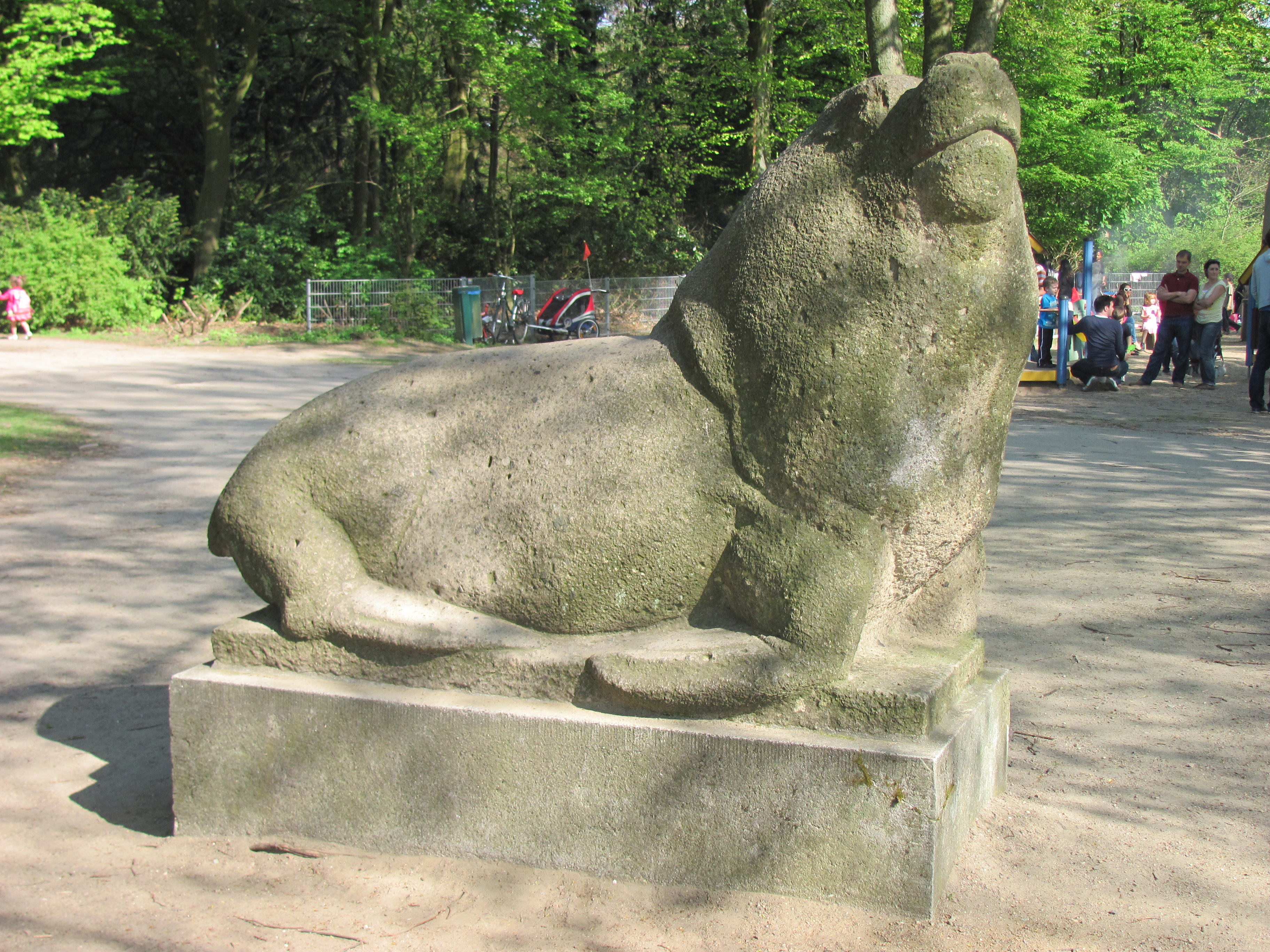
Seelöwe im Hamburger Stadtpark

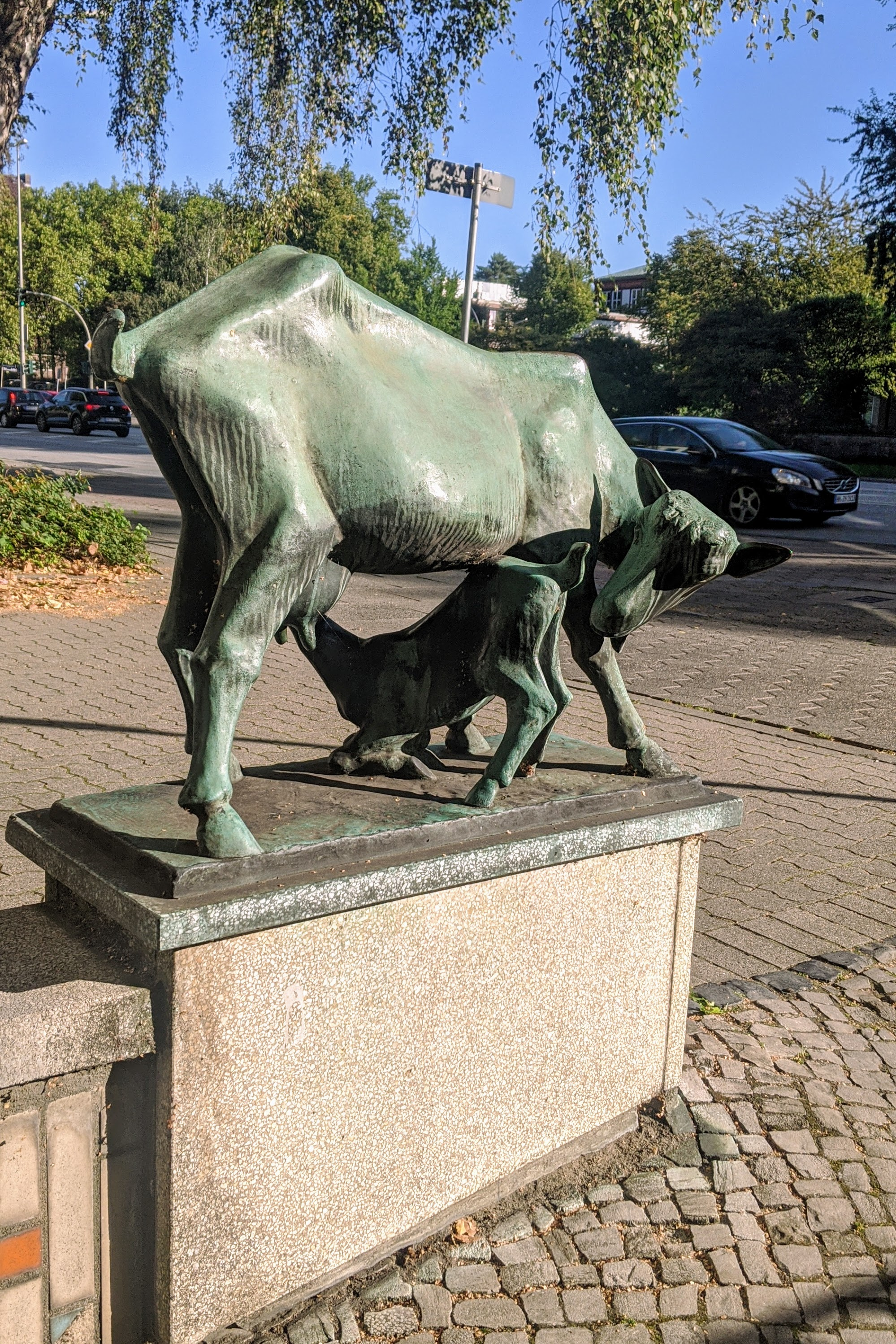
Ziegen (1956) am Bezirksamt Wandsbek

Karl Opfermann (* 28. September 1891 in Rødding Kommune (Nordschleswig); † 7. März 1960 in Ahrensburg) war ein deutscher Holz- und Steinbildhauer.

## Leben

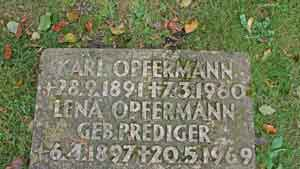
Grabstein auf dem Friedhof Ohlsdorf

Bis 1913 war Opfermann Schüler der Kunstgewerbeschule Flensburg bei Heinz Weddig und Fritz Heit und von 1913 bis 1914 an der Landeskunstschule Hamburg in der Klasse von Richard Luksch.
Opfermann war Mitglied der Hamburger Sezession. Seine Werke entstanden hauptsächlich als Bauplastiken. In seinen Holzarbeiten ist die Nähe zum plastischen Werk Ernst Barlachs deutlich zu spüren. Zudem war er Mitglied in der Hamburgischen Künstlerschaft und in der Künstlergruppe „De Warft“.
In der Zeit des Nationalsozialismus war Opfermann Mitglied der Reichskammer der bildenden Künste. Für diese Zeit ist seine Teilnahme an 12 großen Ausstellungen sicher belegt, darunter 1936 in Essen „Westfront 1936. Freie Kunst im neuen Staate“, die der nationalsozialistischen Ideologie nahestand. 1937 wurde im Rahmen der deutschlandweiten konzertierten Aktion „Entartete Kunst“ Werke Opfermanns, die nicht dem nazistischen Kunstkanon entsprachen, aus dem Museum für Kunst und Heimatgeschichte Erfurt und der Kunsthalle Hamburg beschlagnahmt und danach vernichtet.
Karl Opfermann wurde auf dem Friedhof Ohlsdorf in Hamburg südöstlich von Kapelle 12 im Planquadrat Bh64, 229 beigesetzt.

## Werke

### 1937 als „entartet“ beschlagnahmte und vernichtete Werke
- Madonna (Skulptur, Birnbaum-Holz, Höhe 75,5 cm)
- Das Schicksal (Skulptur, Zedernholz, Höhe 138 cm)
- Schwermut (Holzschnitt, 29 × 22 cm, 1920; Blatt 1 aus Heft 2 der beschlagnahmten originalgrafischen Zeitschrift "Kündigung. Eine Zeitschrift für Kunst")[3]
- Frauenkopf (Holzschnitt, 31,9 × 27,4 cm, 1921) und Die Genesende (Holzschnitt, 36,2 × 22,6 cm, 1921), Blatt 10 und Blatt 11 aus Heft 9/10 der Zeitschrift "Kündung"[4][5]

### Weitere Werke (Auswahl)
- Stehende Madonna (1914, Buxbaum)
- Mutter und Kind (1919, Holz)
- Weiblicher Torso, Kunsthalle Hamburg (Stein)
- Ehrenmal in Hamburg-Moorwerder, 1921
- Glockenreliefs für St. Nikolai, Hamburg
- Ehrenmal in Hamburg-St. Georg
- Volksschule Langenfort Knabenakt mit Ball und Mädchen mit Mandoline 1927–29, Hamburg
- Lessingbüste – Universität Hamburg, 1929
- Bugenhagen-Plakette – Johanneum Hamburg, 1929
- Mutter u. Kind, 1930, Bronze
- 6 männliche Monumentalfiguren am Haus des Deutschnat. Handlungsgehilfen-Verbandes (DHV) (heute Brahms Kontor) Hamburg, 1930
- 4 Jahreszeiten – Deutsches Haus, Flensburg, 1930
- Mandolinenspielerinnen – Zwei Holzskulpturen auf Säulen, Musikempore des Krematoriums von Fritz Schumacher, Hamburg, 1931
- Seelöwe 1934/36 (Hamburg, zunächst in Planten un Blomen, dann im Stadtpark)